# Дом-музей М. В. Фрунзе (Бишкек)
Мемориальный дом-музей М. В. Фрунзе — музей в Бишкеке, посвящённый жизни, деятельности и памяти Михаила Васильевича Фрунзе. Расположен на улице, названной в его честь.
В коллекции музея около 13 тысяч единиц хранения основного фонда. Это документы, личные вещи и оружие, переданные родственниками и близкими друзьями военачальника, а также мебель и посуда, личная библиотека, произведения живописи и скульптуры, посвящённые ему.
На первом этаже музея расположен мемориальный дом М. В. Фрунзе — флигель дома семьи Фрунзе, в котором воссоздан уклад бытовой жизни первопоселенцев Пишпека конца 19-го — начала 20-го веков.
В зале на втором этаже проводятся временные тематические выставки, приуроченные к различным событиям.
На третьем этаже находятся кинолекторий и зал экспозиции площадью 570 квадратных метров.

## История
Музей был основан 9 декабря 1925 года по постановлению Президиума Исполнительного Комитета Советов Киргизской Автономной Области РСФСР под председательством Абдукадыра Уразбекова. Музей в Пишпеке было решено открыть в доме, в котором 21 января (2 февраля) 1885 родился и провел свои детские годы революционер, военный и политический деятель РСФСР и СССР. Своих первых посетителей он принял 5 марта 1927 года. Экспозиция была подготовлена к началу работы Первого Учредительного съезда Советов Киргизской АССР и размещалась в доме родителей М. В. Фрунзе, часть экспозиции была посвящена памяти Михаила Васильевича. Создание музея, названного «Центральным музеем», положило начало систематическому изучению этнографии, истории и природы Кыргызстана. Первым директором музея стал учёный-этнограф С. М. Абрамзон.
Здание первого музея в Пишпеке построил в 1879 году отец будущего полководца — фельдшер Василий Михайлович Фрунзе. Он служил помощником врача города Токмак. 7 июня 1879 года городской комитет удовлетворил прошение и выделил Василию Михайловичу участок в Пишпеке под строительство, на котором фельдшер возвёл свой дом из саманного кирпича с камышовой крышей. Находился он на углу улиц Васильевской и Судейской (современные — Раззакова и Михаила Фрунзе). Четыре окна дома, украшенные наличниками с деревянными двустворчатыми ставнями, выходили на Васильевскую, со стороны Судейской было два окна и парадный вход на открытую во двор веранду. К дому примыкал трёхкомнатный длинный флигель с кладовой, летней кухней и амбулаторией, при которой Василий Михайлович состоял участковым фельдшером. В 1895 году В. М. Фрунзе пришлось оставить службу в Пишпеке и уехать фельдшером в соседнюю Сыр-Дарьинскую область, где он через 2 года и умер. Семья Фрунзе переехала в город Верный (современный — Алматы). Перед смертью Василий Михайлович продал свой пишпекский дом военному врачу Фёдору Владимировичу Пояркову, семья которого жила в нём до своего переезда в 1900 году в город Верный. Позже в доме фельдшера жил портной Хвиленсон, после него — семья нотариуса В. А. Ромадина вплоть до национализации.
В 1930 году к зданию Центрального музея пристроили Дом Обороны. В 1933 году музей был переименован в «Государственный музей краеведения».
В 1937 году провели первую масштабную «реставрацию» дома-музея: удлинили дом, камышовую крышу заменили на жестяную, убрали двухстворчатые ставни. В доме родителей Михаила Фрунзе разместилась экспозиция, а во флигеле устроен мемориальный музей. После завершения «реставрации» зданий музей стал называться «Музеем революции имени М. В. Фрунзе», а Дом Обороны был передан Русскому драматическому театру имени Н. К. Крупской. В 1943 году в отдельные музеи были выделены Музей национальной культуры (с 1954 года — Исторический музей) и Музей природы (с 1946 года — Зоологический музей имени профессора Сапаша Касиева Института биологии Нацакадемии наук).
В 1950-е годы принимается решение о строительстве нового здания для музея по проекту архитекторов Юрия Петровича Кариха и Геннадия Платоновича Кутателадзе. Чтобы освободить необходимое для строительства пространство, пришлось снести здание Русского драматического театра имени Н. К. Крупской и Дом родителей М. В. Фрунзе. Но флигель, в которой раньше располагались летняя кухня и амбулатория, был сохранён в качестве мемориального дома, главного экспоната музея. На флигеле установили табличку с надписью «2 февраля 1885 года здесь родился Михаил Васильевич Фрунзе — выдающийся деятель коммунистической партии и советского государства, верный ученик В. И. Ленина, полководец Советской Армии».
Здание музея являет собой образец сдержанного монументализма в стиле советского модернизма. Вход в здание расположен с правой стороны. Первый этаж из стекла открывает вид на сохранённый флигель, находящийся внутри здания. Два глухих верхних этажа облицованы бетоном светло-серого цвета. На фасадах здания размещены барельефы с сюжетами на тему Октябрьской революции и Гражданской войны. Главный фасад музея украшает медный чеканный профиль Михаила Фрунзе. Авторы барельефов и чеканки — художники-монументалисты Александр Фёдорович Воронин (р.1935), Алексей Николаевич Каменский (р.1938), Сабитжан Бакашевич Бакашев (1941—1988), Заур Александрович Хабибулин (1937—1988). Перед музеем были высажены тянь-шаньские ели. После возведения трёхэтажного здания экспозиционная площадь дома-музея увеличилась с 240 квадратных метров до 2 тысяч. Проектирование продлилось около 10 лет, а строительство — 3 года. Обновлённый музей был открыт в 1967 году, к юбилейной дате — 50-летию Октябрьской революции.
Указом Президиума Верховного Совета СССР от 30 декабря 1975 года в связи с 50-летием и за большой вклад в дело воспитания трудящихся в духе советского патриотизма и социалистического интернационализма Мемориальный дом-музей М. В. Фрунзе награждён Орденом Дружбы народов.
Постановлением Правительства Кыргызской Республики № 568 от 20 августа 2002 года Об утверждении Положения об учёте, охране, реставрации и использовании объектов историко-культурного наследия Кыргызской Республики Мемориальный дом-музей М. В. Фрунзе был включён в Государственный список памятников истории и культуры Кыргызской
Республики республиканского значения.

## Коллекция музея
- Саманная хата под камышовой крышей — главный экспонат музея. Это сохранённый флигель дома семьи Фрунзе, в котором раньше размещалась амбулатория. В нём воссоздана обстановка первопоселенцев Пишпека конца 19-го — начала 20-го веков. Входная дверь ведёт в маленькую прихожую, где расположены умывальник и вешалка для верхней одежды. На вешалке висят медицинский халат и фельдшерский саквояж. Прямо — кухня. Справа от входа в кухню расположена печь, слева в углу — стол, на нём — самовар, свеча, керосиновая лампа. На стене висит полка с посудой. У окна стоит прялка, на подоконниках — горшки. Следующей комната — гостиная. В центре стоит накрытый белой скатертью стол, по углам — шкаф, этажерка для вещей и комод, на стенах — картина, часы, зеркало, гитара. В конце дома расположена спальная комната, где находятся 2 взрослых кровати, детская кровать-манеж, колыбель и шкаф. На полу у шкафа — детская лошадка-качалка. Стены комнаты украшены коврами, а у окна стоит рабочий стол фельдшера. На нём можно увидеть свечу, чернильницу, аптекарские колбы и ступу. Большинство предметов обстановки принадлежали семье Фрунзе.
- Метрическая книга — уникальный исторический документ с записью о рождении Михаила Фрунзе называется «Метрическая книга, данная из Туркестанской духовной консистории беловодской Михайловской церкви для записи родившихся, браком сочетавшихся и умерших на 1885 год». Из документа следует, что Михаил Фрунзе был крещён на 4-й день после своего рождения не в городе Пишпек, а в селе Беловодское, что примерно в 50-ти километрах от родительского дома. Связано это с тем, что на дату рождения младенца строительство собора в городе Пишпек ещё не завершено. Под цифрой «7» значится появившийся на свет 21 января по старому стилю 1885 года и крещённый 25 января Михаил, сын Василия Михайлова (так в документе) Фрунзе и законной жены его Мавры Евфимиевны, оба православные. Крёстными отцом и матерью стали соликамский купеческий сын Илья Алексеев Баранов и жена письмоводителя Токмакского уездного начальника Мария Евфимиевна Терентьева. Таинство крещения совершил иеромонах Нил.
- Личная одежда — Бекеша, папаха, будёновка, брюки-галифе, перчатки, принадлежавшие М. В. Фрунзе.
- Личное оружие — Револьвер с кобурой системы Нагана, принадлежавший М. В. Фрунзе.
- Наградное оружие — Богато украшенная сабля и кинжал с ножнами и портупеей, подаренные М. В. Фрунзе. На клинке сабли надпись: «Дана в знак благодарности от имени бухарского революционного народа товарищу Командующему Туркестанским фронтом М. В. Фрунзе за активное участие в Бухарской революции 5 сентября 1920 года». Ранее этот комплект оружия принадлежал бухарскому эмиру Сейид Алим-хану[15].

## Галерея музея

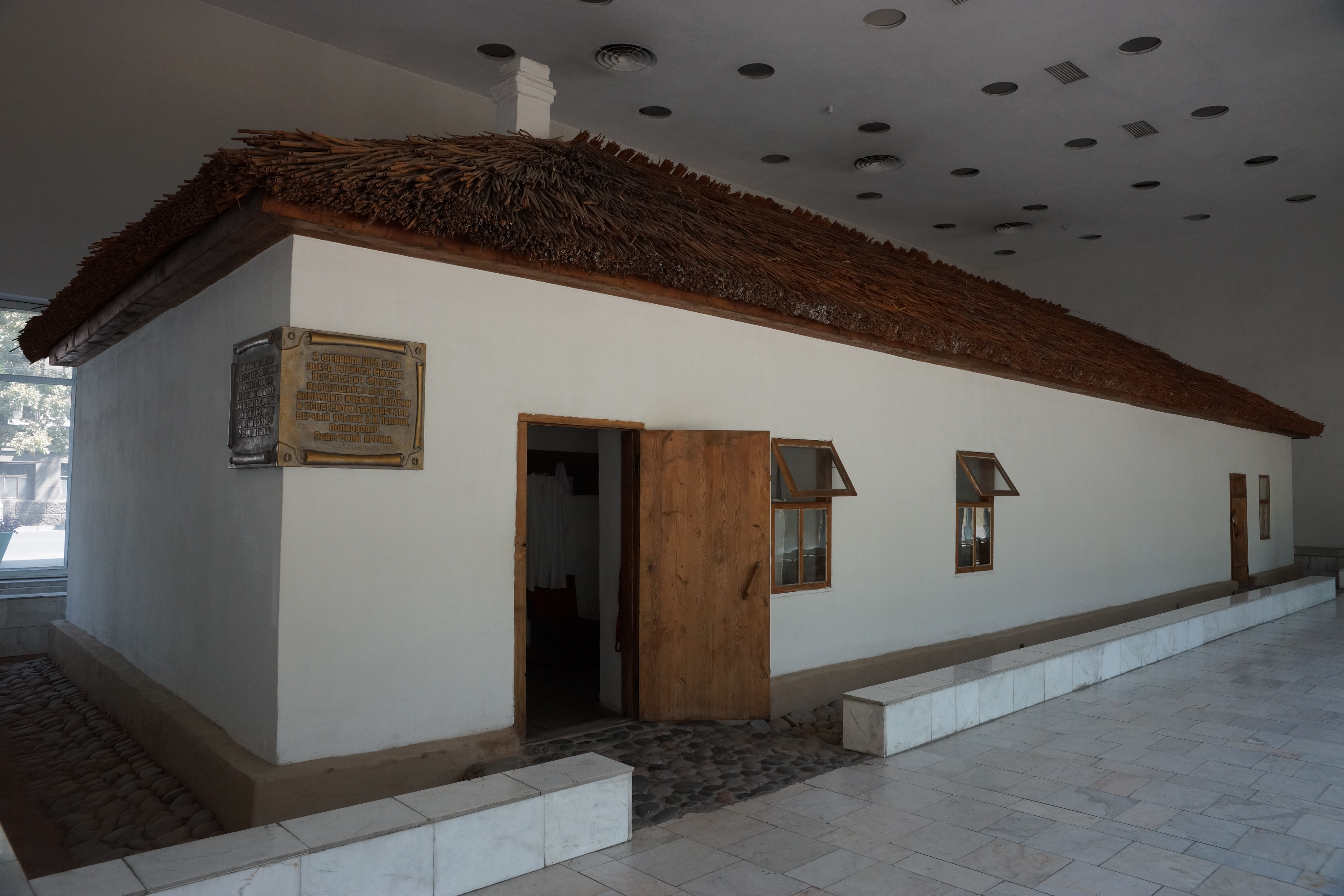
Мемориальный дом М. В. Фрунзе (флигель дома семьи Фрунзе)
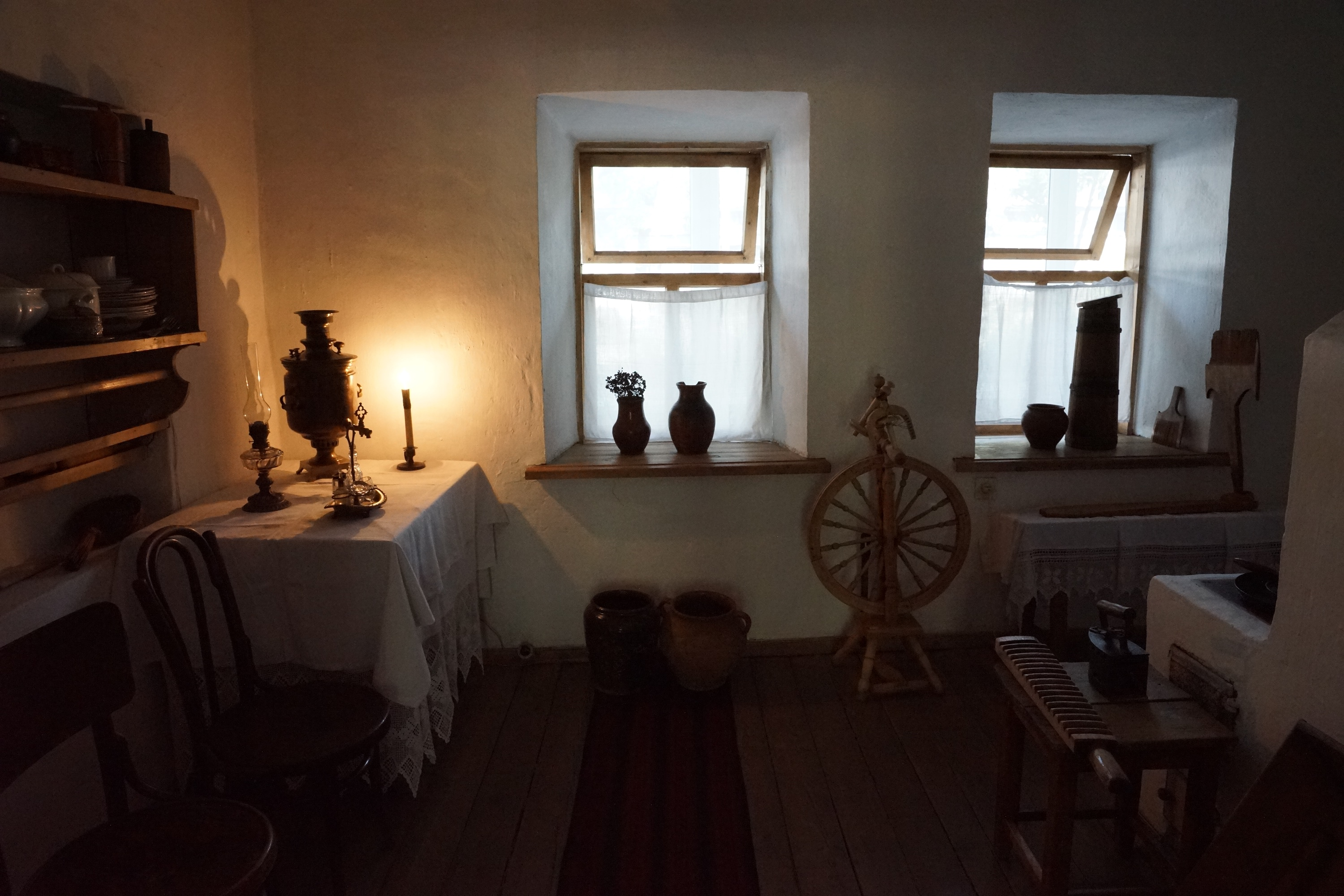
Мемориальный дом М. В. Фрунзе. Кухня
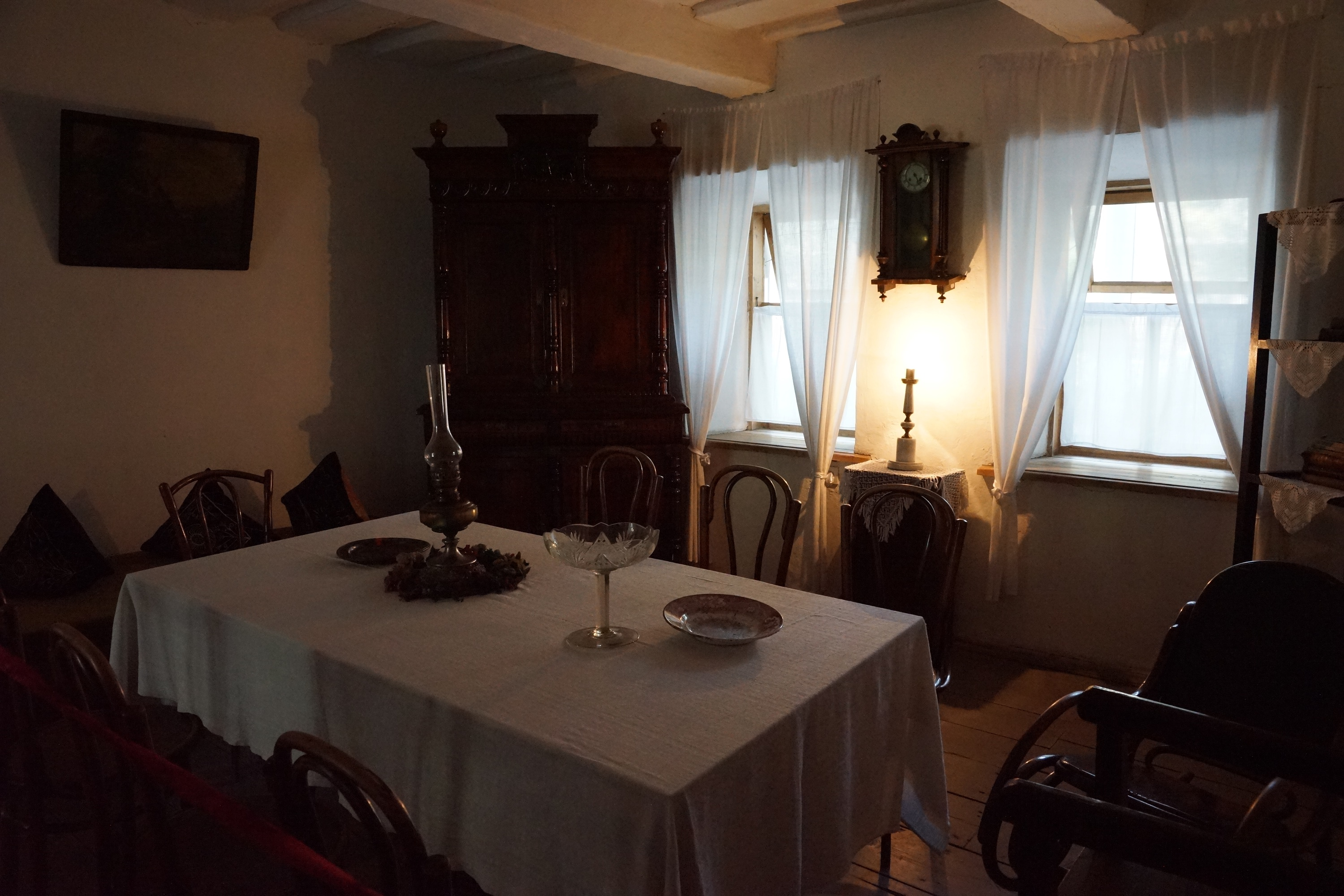
Мемориальный дом М. В. Фрунзе. Гостиная
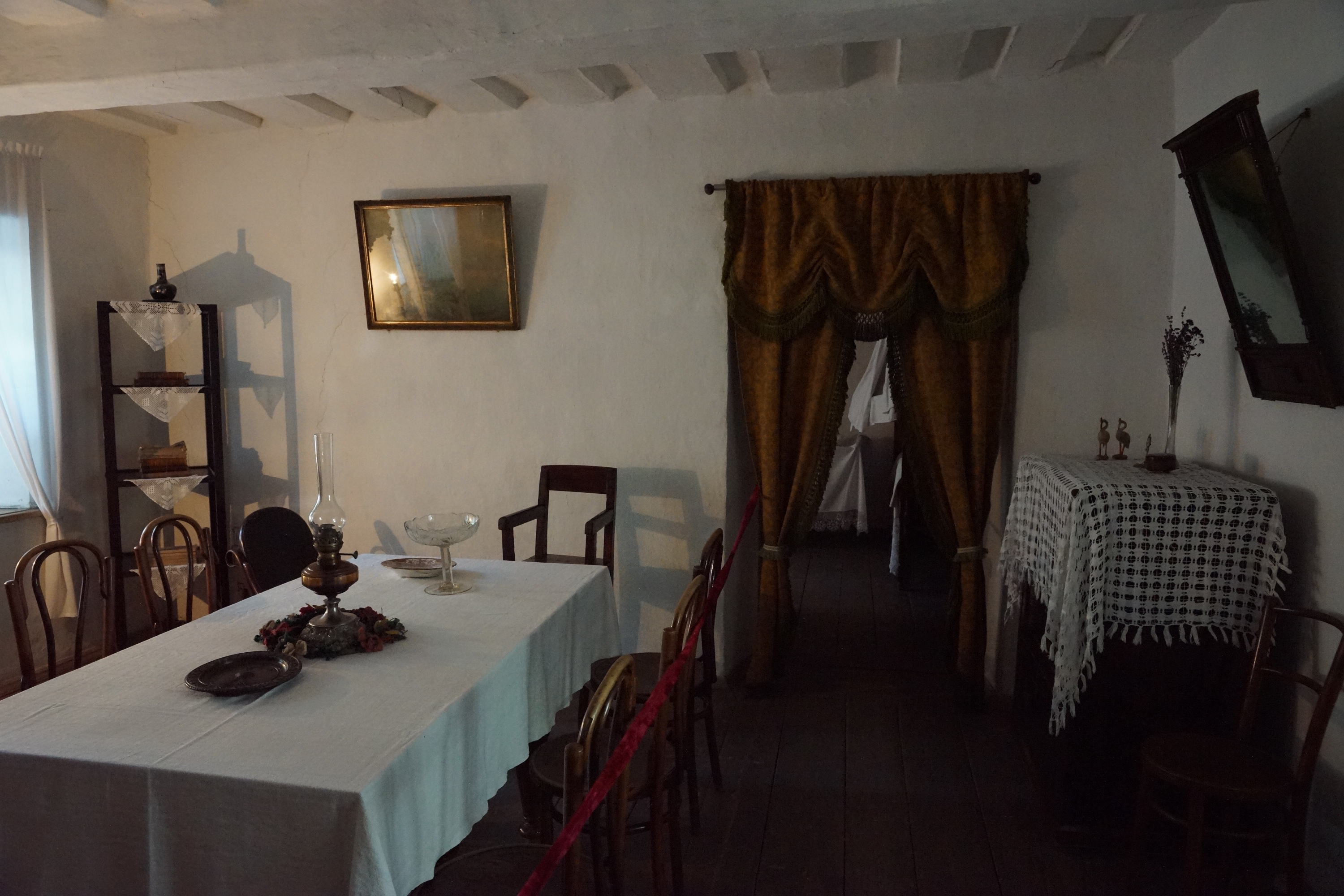
Мемориальный дом М. В. Фрунзе. Анфилада
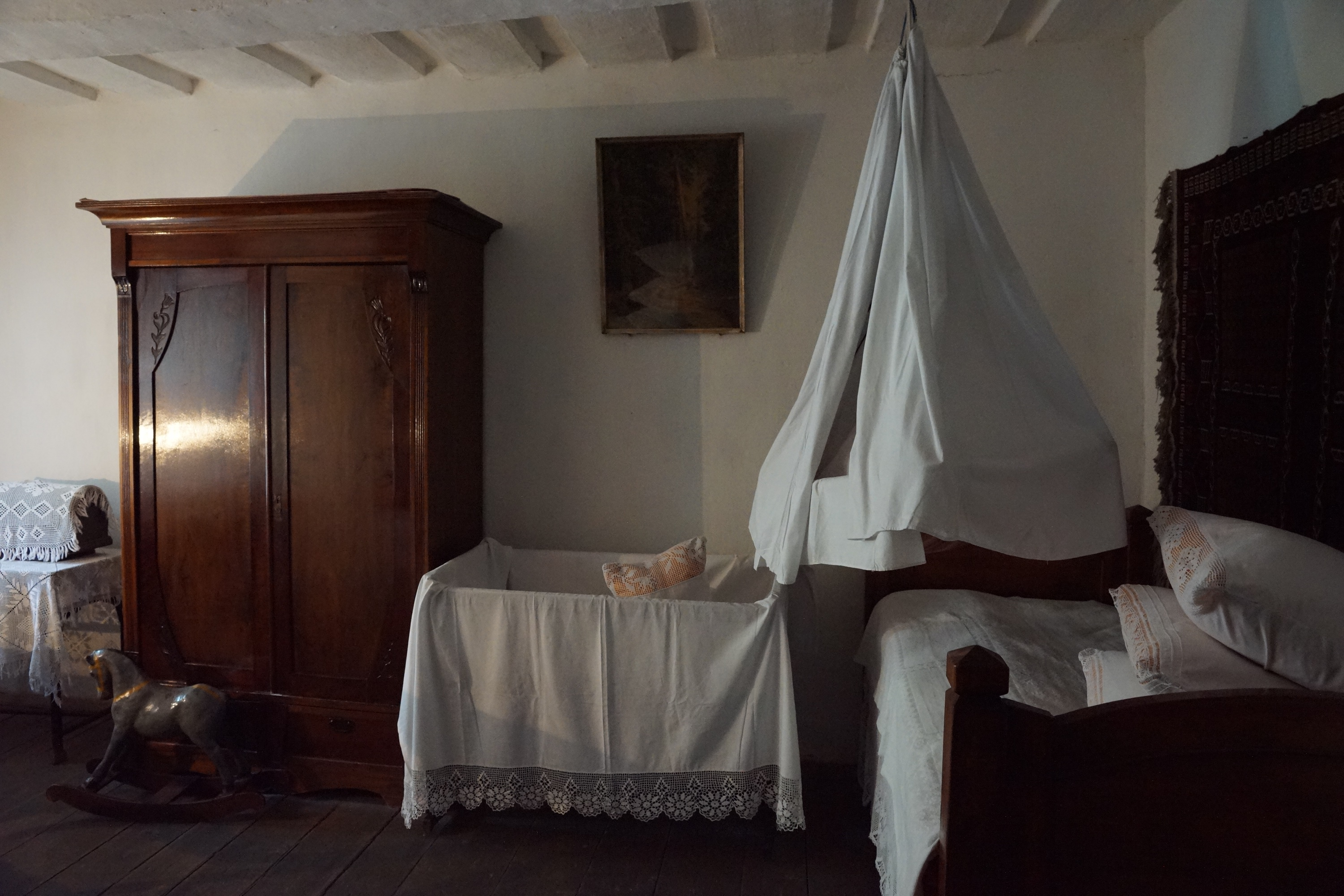
Мемориальный дом М. В. Фрунзе. Спальня
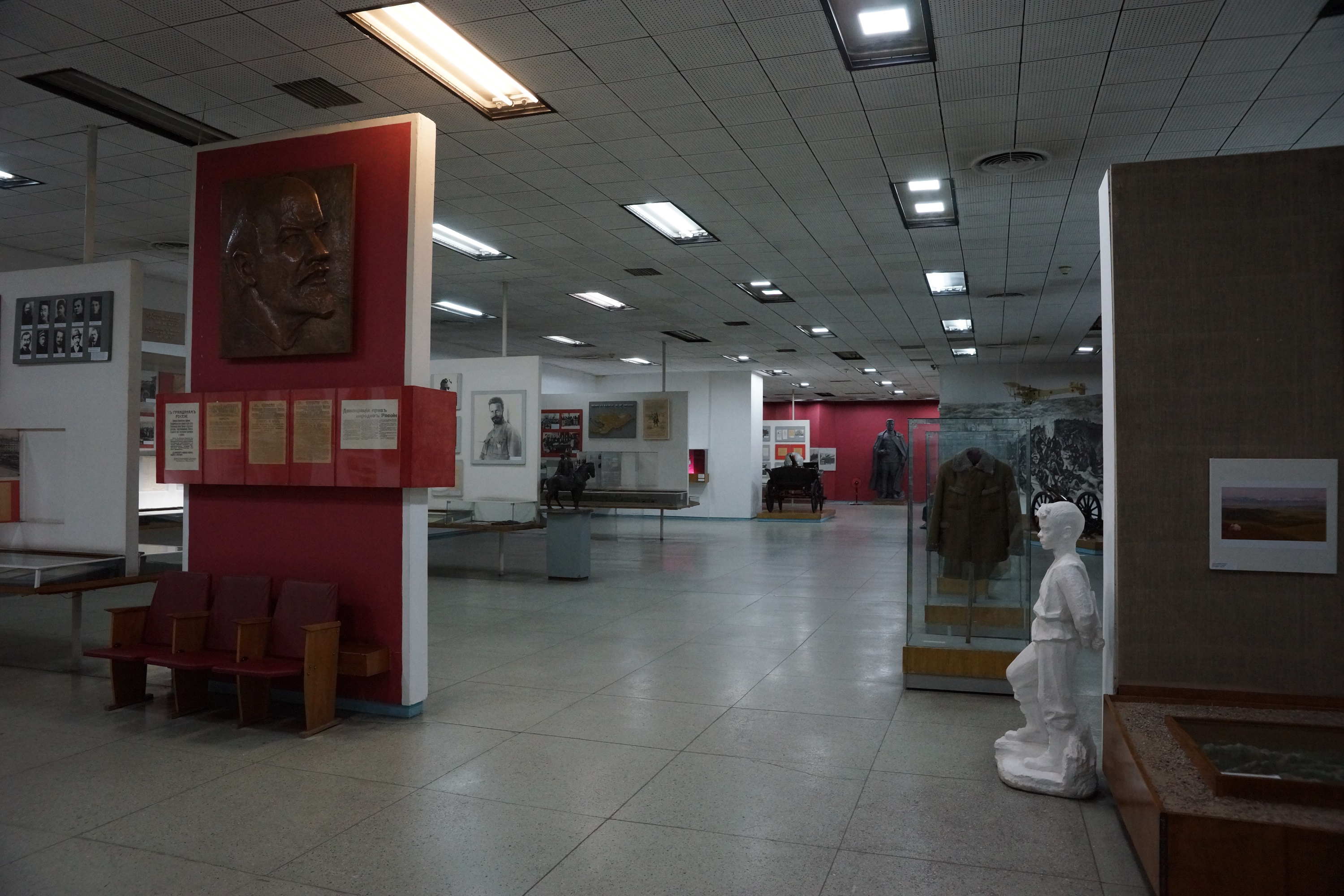
Экспозиция на 3-м этаже
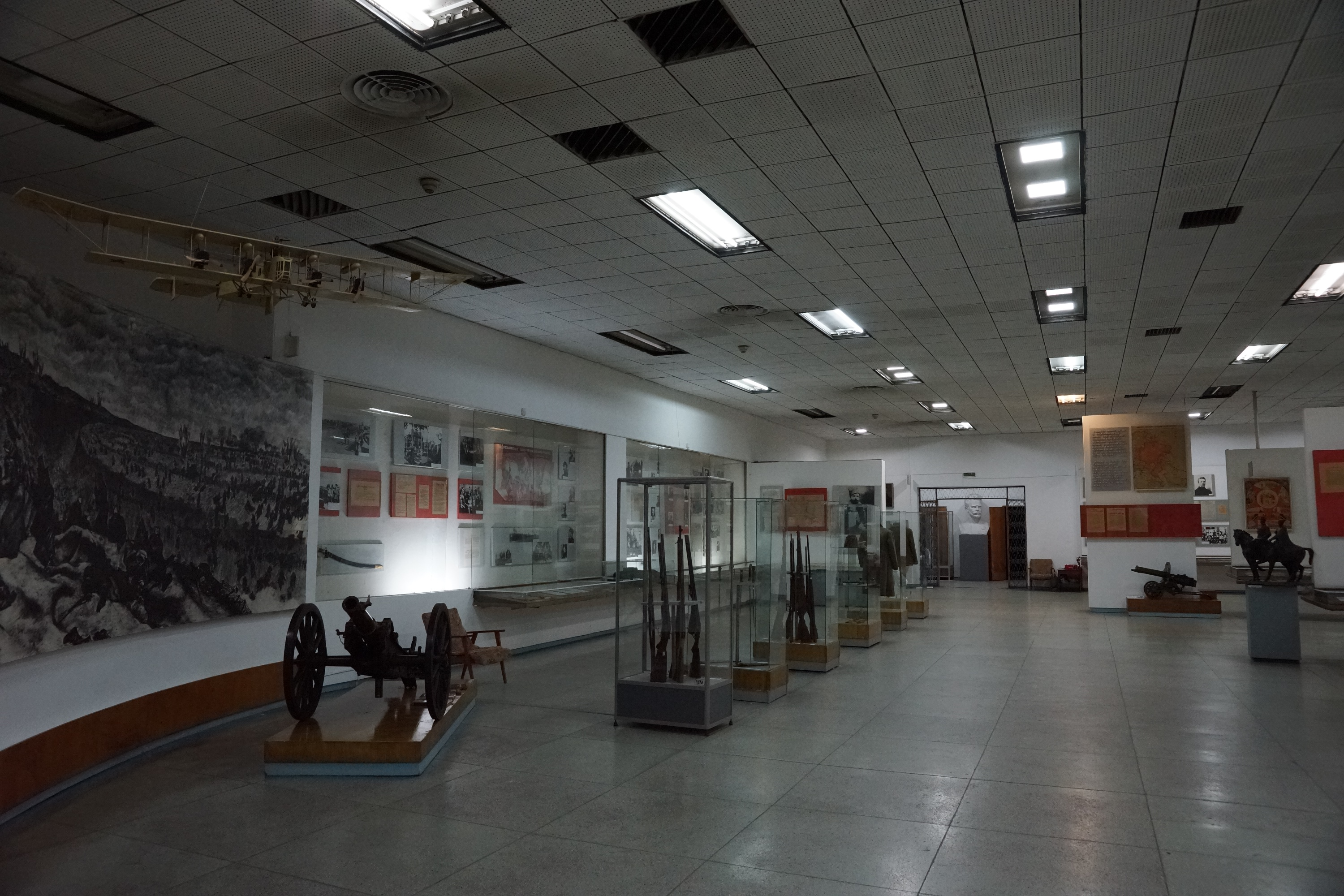
Экспозиция на 3-м этаже
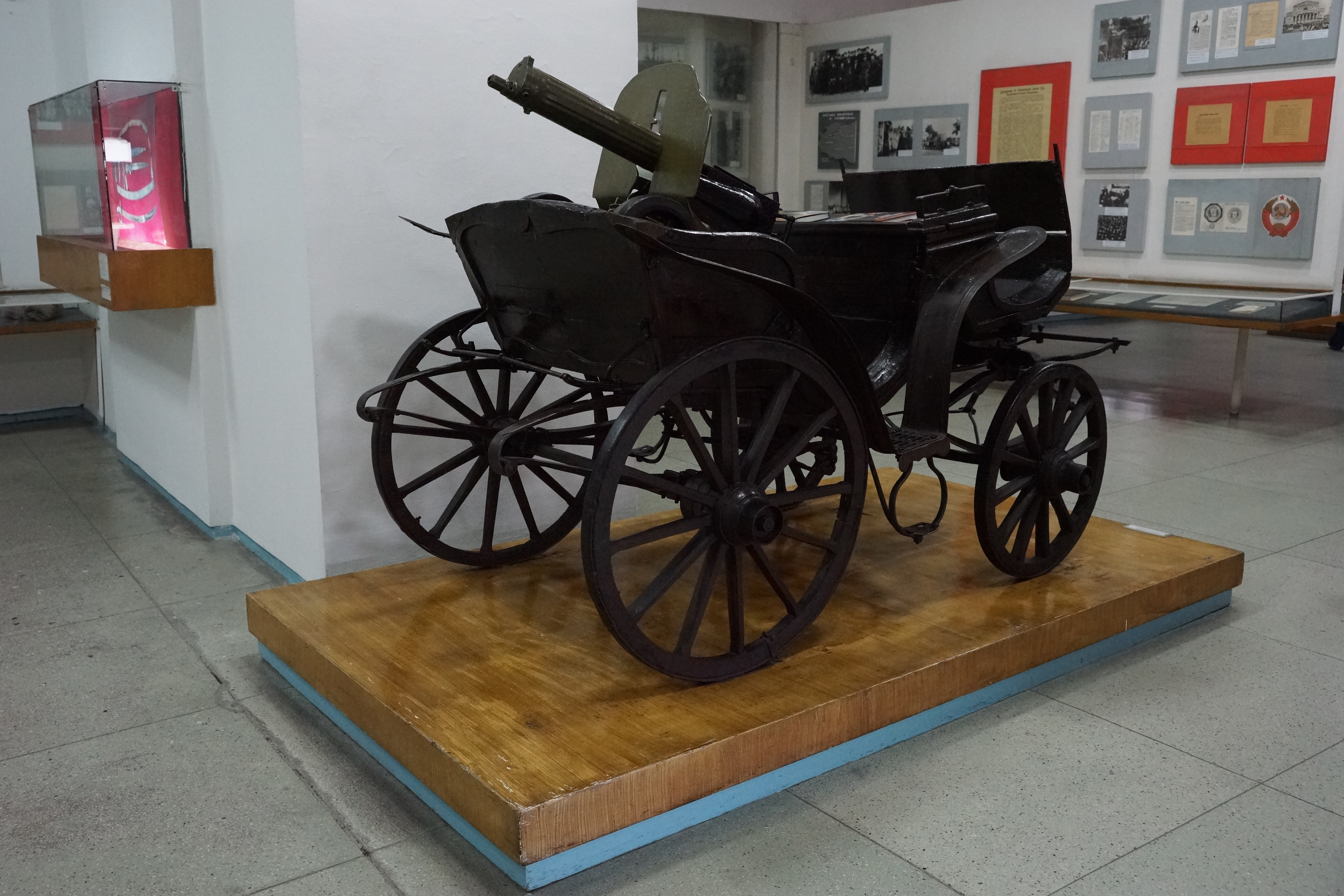
Тачанка
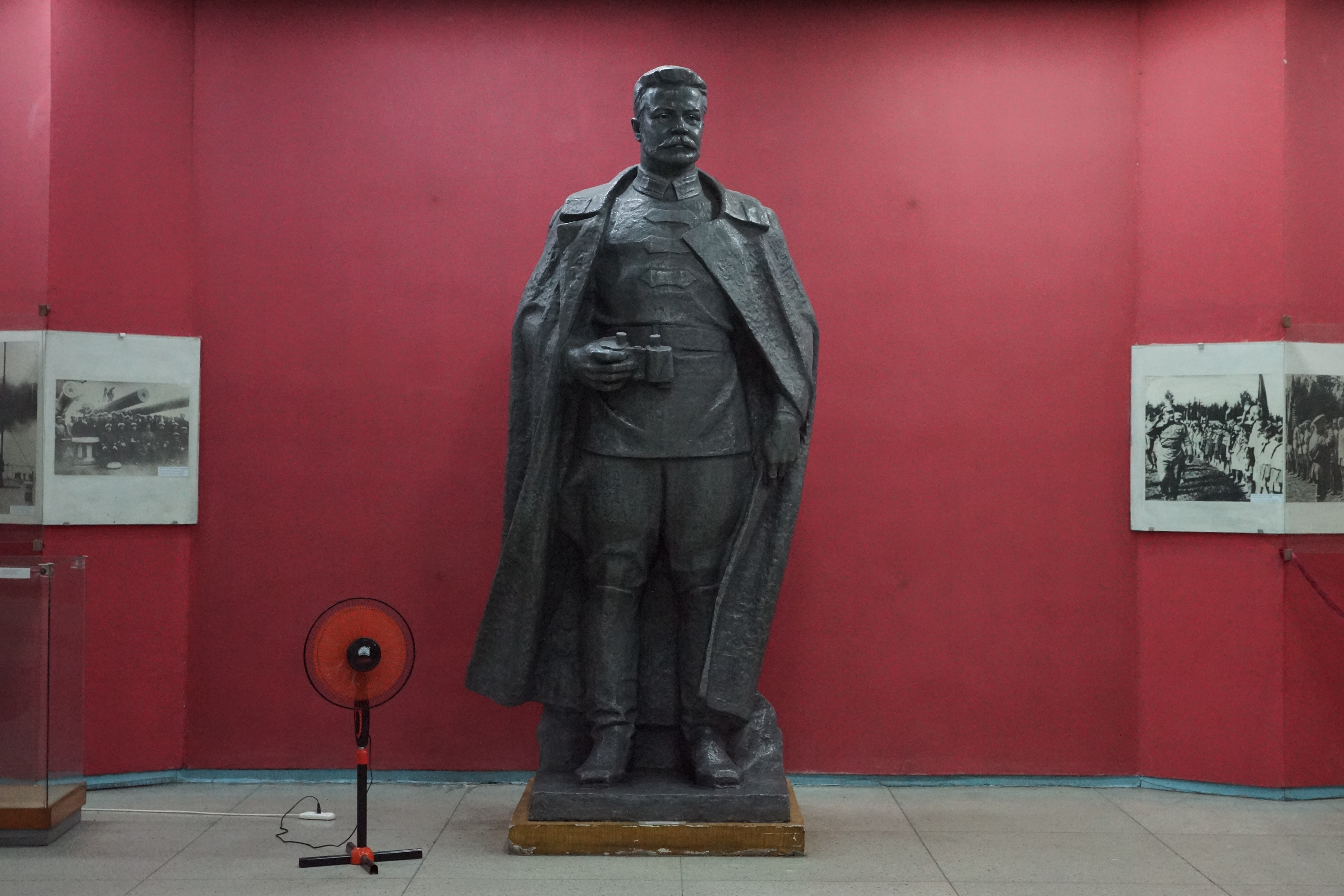
Скульптура М. В. Фрунзе (1967 г., скульпторы: А. М. Мухутдинов[16], В. А. Шестопал[17])
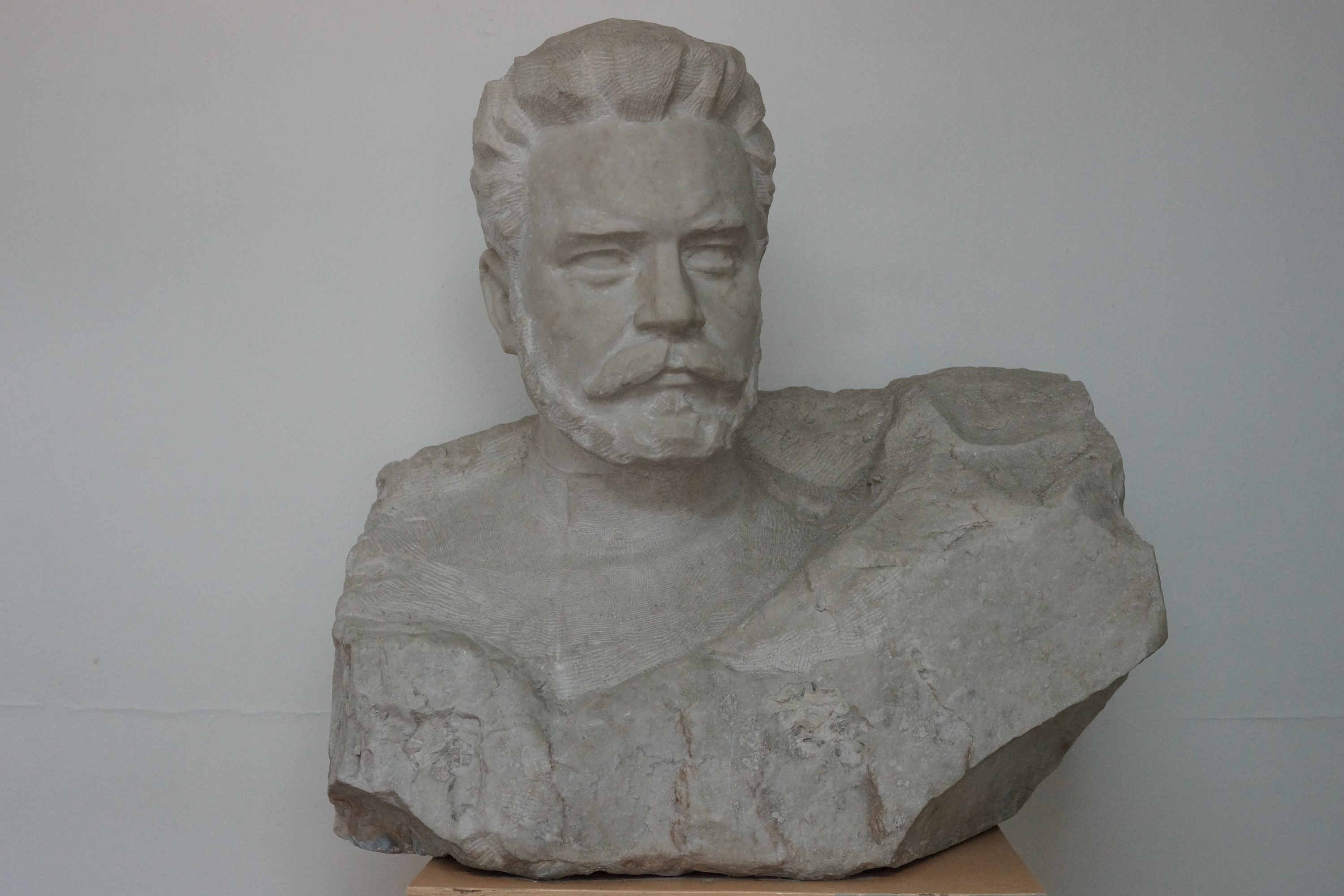
Бюст М. В. Фрунзе (скульптор: Г. А. Тупый)